# Pavilhão Príncipe Felipe
O Pavilhão Príncipe Felipe é uma arena multiuso localizado na cidade de Saragoça, Aragão, Espanha que atualmente abriga os jogos do CAI Zaragoza em sua disputas da Liga ACB e do BM Aragão na Liga ASOBAL.
Foi sede do Final Four em 1990 e 1995 e sede da Final da Copa Saporta em 1999.